# Tintenfass (Zeitschrift)
Das Tintenfass, auch Tintenfaß oder Das Tintenfaß, ist ein Periodikum des Diogenes Verlags. Seit der Erstausgabe 1963 hat es mehrfach das grundsätzliche Konzept, den Ausgaberhythmus und das Format gewechselt.
Zunächst erschien das Tintenfass 1963 als Almanach zum zehnjährigen Verlagsjubiläum. Danach war es die Hauszeitschrift des Verlages für Presse und Buchhandel. Später war es auch für Privatkunden abonnierbar. 1974 bis 1977 erschien das Tintenfass jeweils als Jahresanthologie im Taschenbuchformat. 1980 wurde das Konzept grundsätzlich geändert. Das neue Tintenfass erschien – wieder mit Nummer 1 beginnend – als Kulturzeitschrift im Magazinformat. Ab der Nummer 2 kehrte der Verlag aber wieder zur Anthologie und zum Taschenbuchformat zurück. Die Reihe, die sich auch zunehmend Schwerpunktthemen widmete, wurde 1992 vorläufig eingestellt. 1997 erschien das Tintenfass erneut, seitdem einmal jährlich zur Frankfurter Buchmesse. 

## Liste der Ausgaben nach alter Nummerierung
| Nr.  | Jahr      | Inhalt bzw. Untertitel                                                           | Ausgabeform                    |
| ---- | --------- | -------------------------------------------------------------------------------- | ------------------------------ |
|      | 1963      | Ein Querschnitt durch das Programm des Diogenes Verlags aus den Jahren 1953–1963 |                                |
| 1–19 | 1965–1969 | Mitteilungen für Presse und Buchhandel                                           | Broschüren, wechselnde Formate |
| 20   | 1970      | gratis abonnierbare Hauszeitschrift                                              |                                |
| 21   | 1971      | gratis abonnierbare Hauszeitschrift                                              |                                |
| 22   | 1972      | gratis abonnierbare Hauszeitschrift, Thema: Grafik und Kinderbücher              |                                |
| 23   | 1973      | gratis abonnierbare Hauszeitschrift, Thema: Loriot                               |                                |
| 24   | 1974      | Ein Diogenes Taschenbuch für Literatur und Grafik                                | Taschenbuch                    |
| 25   | 1975      | Ein Diogenes Taschenbuch für Literatur und Grafik                                | Taschenbuch                    |
| 26   | 1976      | Ein Diogenes Taschenbuch für Literatur und Grafik                                | Taschenbuch                    |
| 27   | 1977      | Das deutsche Tintenfass : 25 Erzählungen aus 25 Jahren                           | Taschenbuch                    |

## Liste der Ausgaben nach neuer Nummerierung
- Untertitel Nr. 2–8: Magazin für Literatur und Kunst
- Untertitel ab Nr. 9: Das Magazin für den überforderten Intellektuellen

| Nr. | Jahr | Schwerpunktthema                                                                  |
| --- | ---- | --------------------------------------------------------------------------------- |
| 1   | 1980 |                                                                                   |
| 2   | 1981 |                                                                                   |
| 3   | 1981 |                                                                                   |
| 4   | 1981 |                                                                                   |
| 5   | 1982 | Fast alles über Kunst                                                             |
| 6   | 1982 | Warum diese Welt dennoch wunderbar ist                                            |
| 7   | 1983 | Vieles über politischen Sachzwang und Krieg                                       |
| 8   | 1983 | Etliches über Sünde und einen Philosophen                                         |
| 9   | 1983 |                                                                                   |
| 10  | 1984 |                                                                                   |
| 11  | 1984 | Alles über unsere Zukunft                                                         |
| 12  | 1985 |                                                                                   |
| 13  | 1985 | Manches über Diplomaten und Advokaten                                             |
| 14  | 1985 |                                                                                   |
| 15  | 1986 | Wichtiges über Zeichnen und Malen                                                 |
| 16  | 1987 | Fragen nach dem Sinn des Lebens, nach Gott und Religion                           |
| 17  | 1987 | Ist Heiraten besser? Lauter Beziehungskisten                                      |
| 18  | 1987 | Die Italiener kommen!                                                             |
| 19  | 1988 | Gibt es die neue Frau?                                                            |
| 20  | 1992 | Ist Kunst überflüssig?                                                            |
| 21  | 1997 |                                                                                   |
| 22  | 1998 |                                                                                   |
| 23  | 1999 | Macht Liebe krank?                                                                |
| 24  | 2000 | Verbrechen, die sich lohnen                                                       |
| 25  | 2001 | Alles wird komplizierter                                                          |
| 26  | 2002 | Lesen Sie auch nie? 50 Jahre Diogenes – Jubiläumsausgabe                          |
| 27  | 2003 | Wer reist, ist selber schuld. Geschichten aus fünf Erdteilen                      |
| 28  | 2004 | Es muß im Leben mehr als alles geben                                              |
| 29  | 2005 | Me, myself and I                                                                  |
| 30  | 2006 | Warum reden alle vom Essen? Literarische Rezepte zum Nachkochen oder lieber nicht |
| 31  | 2007 | Was zum Teufel ist mit Gott los?                                                  |
| 32  | 2008 | The show must go on?                                                              |
| 33  | 2009 | Geld kostet zuviel                                                                |
| 34  | 2010 | Wann tritt Europa der Schweiz bei?                                                |
| 35  | 2011 | Macht Glück unglücklich?                                                          |
| 36  | 2012 | Es gilt das gesprochene Wort                                                      |